# District de Breslau
Pour les articles homonymes, voir Breslau (homonymie).
1815–1945
Le district de Breslau (en allemand : Regierungsbezirk Breslau) est un territoire du Royaume de Prusse puis de l'État libre de Prusse de 1815 à 1945. 

## Divisions administratives

Division administrative de la Silésie (1905):
District de Liegnitz
District de Breslau
District d'Oppeln

Le district comprend les arrondissements suivants: 
| Villes - Breslau - Brieg, à partir de 1907 - Schweidnitz | Arrondissements - Arrondissement de Breslau - Arrondissement de Brieg (de) - Arrondissement de Frankenstein-en-Silésie (à partir de 1820) - Arrondissement de Glatz (à partir de 1820) - Arrondissement de Groß Wartenberg (de) - Arrondissement de Guhrau - Arrondissement d'Habelschwerdt (à partir de 1820) 1. Arrondissement de Kreuzburg-en-Haute-Silésie (de) (jusqu'en 1820, rattaché au district d'Oppeln) - Arrondissement de Militsch (de) - Arrondissement de Münsterberg (à partir de 1820) - Arrondissement de Namslau (de) - Arrondissement de Neumarkt - Arrondissement de Neurode - Arrondissement de Nimptsch (à partir de 1820) - Arrondissement d'Œls - Arrondissement d'Ohlau - Arrondissement de Reichenbach (à partir de 1820) - Arrondissement de Schweidnitz (à partir de 1820) - Arrondissement de Steinau - Arrondissement de Strehlen - Arrondissement de Striegau (à partir de 1820) - Arrondissement de Trebnitz - Arrondissement de Waldenburg (à partir de 1820) - Arrondissement de Wohlau (de) |

## Présidents du district
- 1813–1845: Friedrich Theodor von Merckel
- 1845–1848: Wilhelm von Wedell
- 1848–1856: Johann Eduard von Schleinitz
- 1856–1863: Robert von Prittwitz und Gaffron
- 1863–1869: Johann Eduard von Schleinitz
- 1869–1872: Eberhard de Stolberg-Wernigerode
- 1873–1874: Ferdinand von Nordenflycht
- 1874–1877: Adolf von Arnim-Boitzenburg
- 1877–1879: Robert von Puttkamer
- 1879–1881: Otto Theodor von Seydewitz
- 1881–1894: Woldemar Junker von Ober-Conreuth (de)
- 1894–1903: Wilhelm von Heydebrand und der Lasa (de)
- 1903–1909: Friedrich von Holwede (de)
- 1909–1911: Philipp von Baumbach (de)
- 1911–1916: Georg von Tschammer und Quaritz (de)
- 1916–1919: Traugott von Jagow
- 1919–1930: Wolfgang Jaenicke
- 1930–1933: Wilhelm Happ (de)
- 1933–1945: Georg Kroll (de)

## Sources
1. ↑  Bibliothèque nationale d'Autriche, Contenant l'Empire D'Allemagne, premiere partie, savoir: la Boheme, la Silesie, la Moravie, la Lusace, l'Archiduché d'Autriche: 6, Chez Bauer & Compagnie, Libraires, 1772